# マキシム・ボシス
マキシム・ボシス（Maxime BOSSIS、1955年6月26日 - ）は、フランスの元サッカー選手、サッカー指導者である。ポジションはディフェンダー（サイドバック、リベロ）。
1982年のワールドカップではサイドバック、1986年ではリベロとしてプレーし、フランス代表のディフェンスを支えた。
ちなみに、1986年次は当時2部だったラシン・パリでプレーしていた。

## 代表歴
- フランス代表
  - 1982年 FIFAワールドカップ
  - 1984年 ヨーロッパ選手権
  - 1986年 FIFAワールドカップ